# ألفرد كرامر
ألفرد كرامر هو طبال سويسري، ولد في 1965 في فراونفيلد في سويسرا.

## وصلات خارجية
- ألفرد كرامر على موقع ميوزك برينز (الإنجليزية)
- ألفرد كرامر على موقع أول ميوزيك (الإنجليزية)
- ألفرد كرامر على موقع ديسكوغز (الإنجليزية)